# John O'Sullivan (journaliste)
Pour les articles homonymes, voir John O'Sullivan et O'Sullivan.
John O'Sullivan, (né le 25 avril 1942) est un commentateur et journaliste politique conservateur britannique. De 1987 à 1988, il a été rédacteur politique principal et rédacteur de discours au 10 Downing Street pour Margaret Thatcher lorsqu'elle était Premier ministre britannique et est resté proche d'elle jusqu'à sa mort,.
O'Sullivan a été vice-président et rédacteur en chef de Radio Free Europe/Radio Liberty de 2008 à 2012. Il a été rédacteur en chef du magazine mensuel australien Quadrant de 2015 à 2017.
Depuis 2017, il est président de l' Institut du Danube, groupe de réflexion financé par le gouvernement Fidesz basé à Budapest, en Hongrie, et également membre du conseil consultatif de la Global Panel Foundation (de), une ONG qui travaille dans les coulisses des zones de crise dans le monde.
Ancien rédacteur en chef de la National Review dans les années 1988-1997, O'Sullivan y est depuis rédacteur en chef.

## Biographie
Né à Liverpool, O'Sullivan fait ses études au St Mary's College, Crosby, et fait ses études supérieures à l'Université de Londres. Il se présente sans succès comme candidat conservateur dans la circonscription de Gateshead West aux élections générales britanniques de 1970.

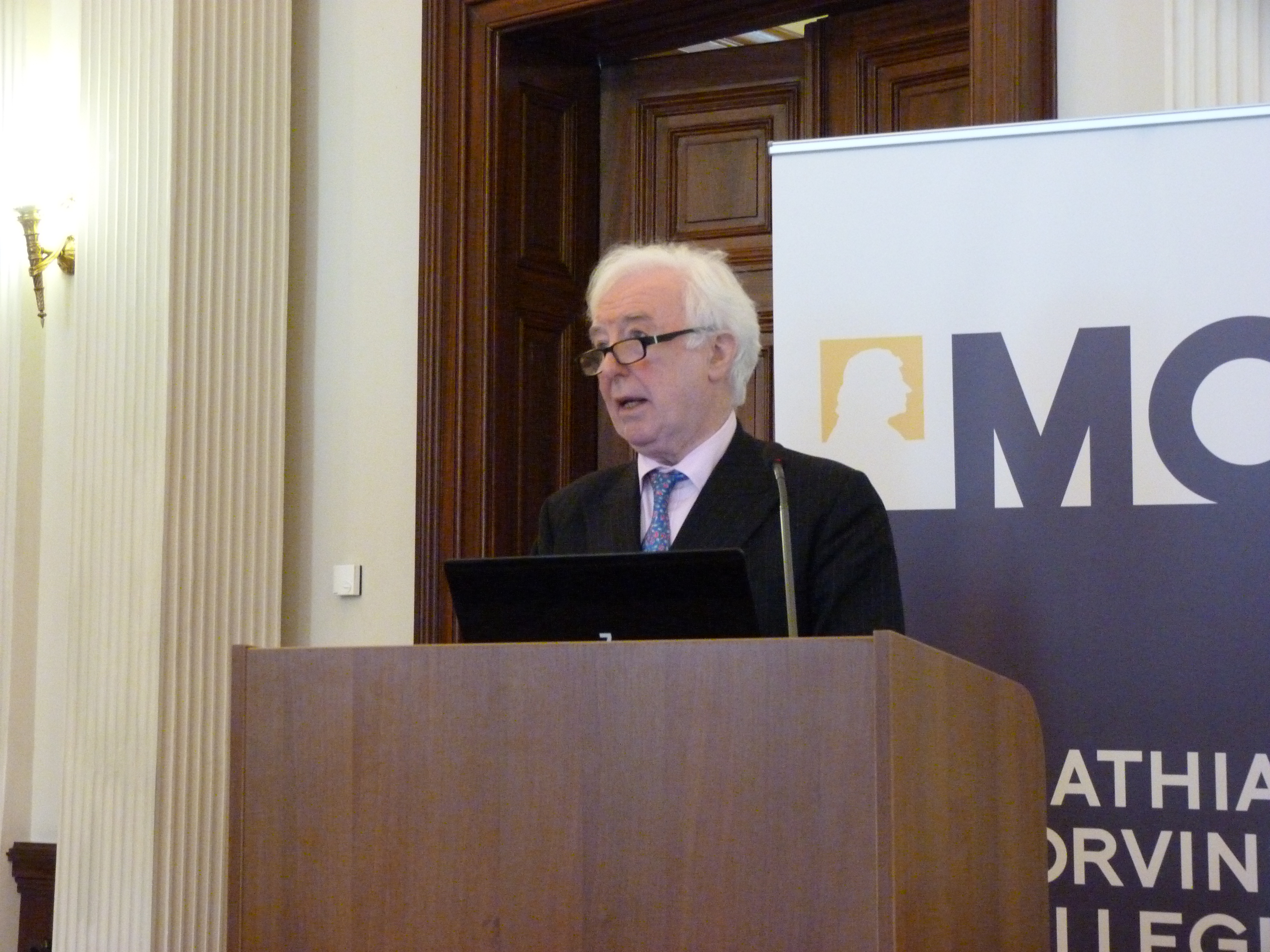
John O'Sullivan – Directeur de l'Institut du Danube, Budapest.

En 2014, il s'installe à Budapest pour créer l'Institut du Danube. Il est directeur des Initiatives du 21e siècle et chercheur principal au National Review Institute de Washington, DC.

## Carrière
O'Sullivan est un ancien rédacteur (1988–1997) et actuel rédacteur en chef du magazine d'opinion National Review et ancien chercheur principal à l'Institut Hudson . Il avait auparavant été rédacteur en chef de United Press International, rédacteur en chef du magazine d'affaires internationales The National Interest et conseiller spécial du Premier ministre britannique Margaret Thatcher. Il a été nommé commandeur de l'Ordre de l'Empire britannique (CBE) dans la liste des honneurs du Nouvel An de 1991.

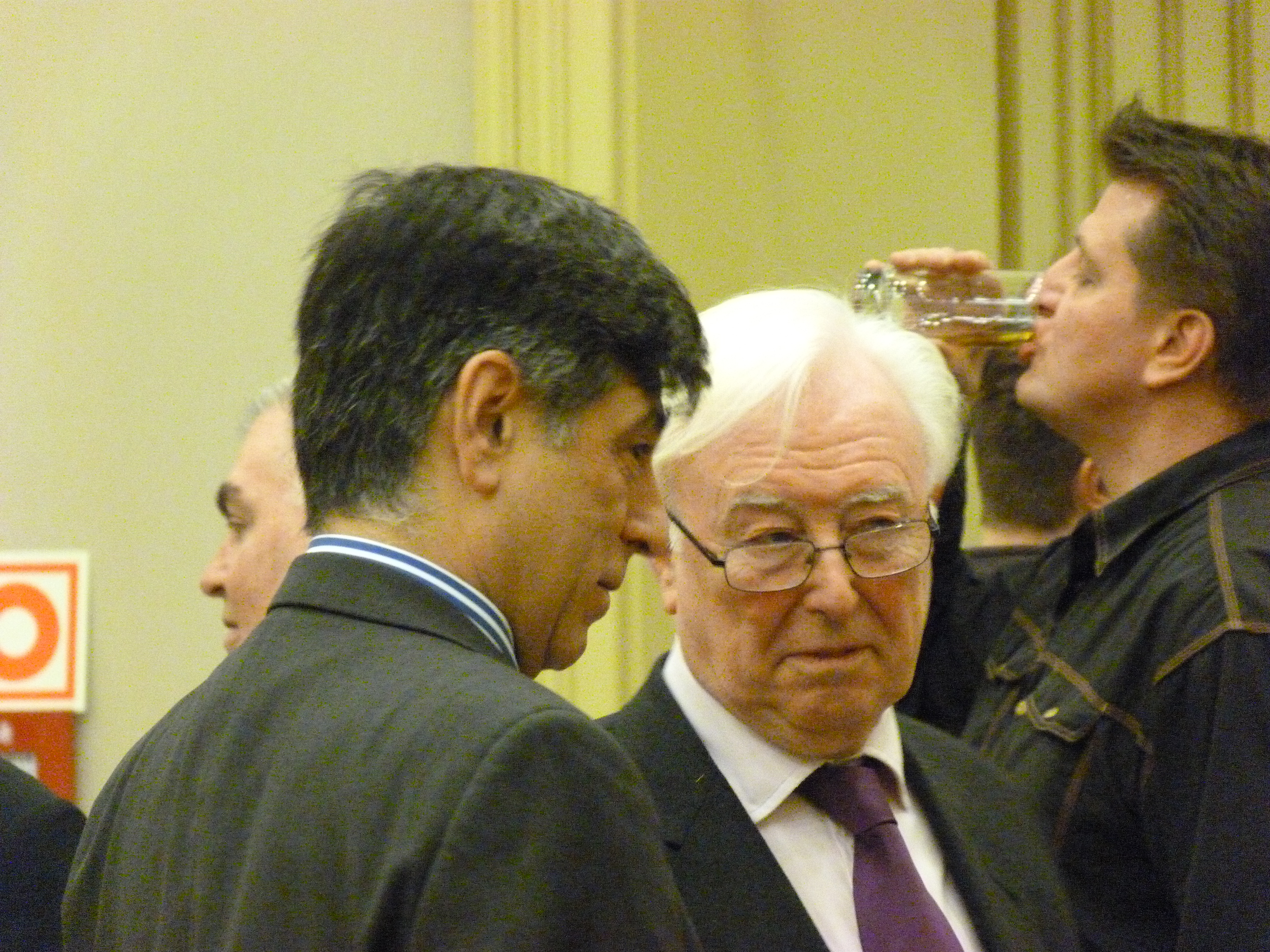
John O'Sullivan, Mark André Goodfriend – 2015.

En 1998, O'Sullivan est l'un des principaux membres de l'équipe de journalistes qui a fondé le National Post, journal national conservateur au Canada.
O'Sullivan est le fondateur et coprésident de la New Atlantic Initiative, une organisation internationale vouée à revigorer et à élargir la communauté atlantique des démocraties. L'organisation a été créée lors du Congrès de Prague en mai 1996 par Václav Havel et Margaret Thatcher.
En 2013, O'Sullivan devient d'abord directeur puis président de l'Institut du Danube, un groupe de réflexion basé à Budapest, pour lequel il perçoit un salaire annuel de 150 000 euros, financé indirectement par le gouvernement hongrois. L'Institut du Danube existe pour fournir un centre de débat intellectuel aux conservateurs et aux libéraux classiques et à leurs opposants démocrates en Europe centrale. Basé à Budapest et à Washington, DC, il cherche à s'engager avec des institutions de centre-droit, des universitaires, des partis politiques et des personnalités de la région pour discuter de problèmes d'intérêt mutuel.
Parallèlement, en février 2015, O'Sullivan devient également le rédacteur en chef du magazine mensuel australien Quadrant. En janvier 2017, il quitte son poste de rédacteur en chef et devient rédacteur en chef international.
O'Sullivan publie des articles dans Encounter, Commentary, The New York Times, The Washington Post, Policy Review, The Times Literary Supplement, The American Spectator, The Spectator, The American Conservative, Quadrant, The Hibernian, the Hungarian Review  et d'autres revues, et est l'auteur de The President, the Pope, and the Prime Minister (Washington, DC : Regnery, 2006) ,.
Le philosophe Roger Scruton fait l'éloge du livre d'O'Sullivan, qui soutient « avec force » « que la présence simultanée dans les plus hautes fonctions de Reagan, Thatcher et du pape Jean-Paul III a été la cause de l'effondrement soviétique. Et ma propre expérience le confirme.".
Il donne également des conférences sur la politique britannique et américaine et est le représentant du Bruges Group à Washington DC.

## Vues

### La première loi d'O'Sullivan
Il est connu pour la première loi d'O'Sullivan, ou loi d'O'Sullivan, déclarant: "Toutes les organisations qui ne sont pas explicitement de droite deviendront avec le temps de gauche.". Cette loi est parfois attribuée à Robert Conquest.

### Multiculturalisme
Dans un article, O'Sullivan écrit : « Après tout, les islamistes radicaux ont trois avantages de leur côté : la démographie (les populations des nations islamiques augmentent tandis que l'Occident souffre d'une « pénurie de naissances ») ; les diasporas islamiques en croissance rapide en Occident, alimentée par l'immigration clandestine ; et les politiques occidentales officielles de multiculturalisme (qui non seulement encouragent les immigrants à conserver leur identité culturelle d'origine, mais favorisent même la « désassimilation » des minorités précédemment assimilées en Occident)... le déclin de la croyance chrétienne et de la influence ; et l'habitude de respecter les autres cultures comme des unités tout en traitant l'Occident comme une sorte de supermarché multiculturel dans lequel la civilisation occidentale n'est qu'une étagère plutôt poussiéreuse. A ces tendances, les politiciens ajoutent l'apaisement, tant diplomatique (de l'Afrique du Nord voisine) qu'électoral (des circonscriptions musulmanes locales)".
Le 18 juillet 2005, O'Sullivan écrit un article intitulé "La République islamique de Hollande. Comment une nation traite un problème révolutionnaire" .
Dans une revue de 2017, O'Sullivan déclare : « La nouvelle politique [encourageant la migration] a accéléré la transformation de la Grande-Bretagne en une société multiculturelle avec des tensions raciales et religieuses ; des meurtres terroristes, des attentats à la bombe et des décapitations ; des attaques physiques contre des homosexuels dans l'est de Londres ; l'extraordinaire épidémie de viols et de détournement de filles mineures ... manifestations hostiles contre les soldats britanniques revenant d'Afghanistan ; environ (par la British Medical Association) 74 000 cas de mutilations génitales féminines en 2006 ; les meurtres d'honneur occasionnels ; et d'excellents restaurants".

### Essais et reportages
- "Les révolutions culturelles d'hier et d'aujourd'hui", Revue hongroise, Vol. 11, n° 4, 13 juillet 2020.
- "Avant-propos : Rendre la démocratie non pertinente", dans : Mark Sidwell, The Long March : How the Left Won the Culture War and What to Do About It, Londres : New Culture Forum, 2020.